# Ipatinga
Ipatinga är en stad och kommun i östra Brasilien och ligger i delstaten Minas Gerais. Folkmängden uppgår till cirka 250 000 invånare. Ipatinga ligger vid Docefloden och är huvudorten för området Vale do Aço (på svenska ungefär ståldalen), vilket är ett storstadsområde med betydande stålproduktion.

## Administrativ indelning
Kommunen var år 2010 indelad i två distrikt:
- Barra Alegre
- Ipatinga

Ipatinga fick kommunrättigheter den 29 april 1964.

## Befolkningsutveckling
| Område              | Areal (km²)   | Invånarantal 1 augusti 2000 | Invånarantal 1 augusti 2010 | Invånarantal 1 juli 2014 |
| ------------------- | ------------- | --------------------------- | --------------------------- | ------------------------ |
| Storstadsområde     | 806,58        | 399 580                     | 451 670                     | 481 846                  |
| Kommun              | 164,88        | 212 496                     | 239 468                     | 255 266                  |
| ...varav centralort | Ingen uppgift | 210 895                     | 236 968                     | Ingen uppgift            |

Storstadsområdet, Região Metropolitana do Vale do Aço, bildades officiellt den 30 december 1998 och består av de fyra kommunerna Coronel Fabriciano, Ipatinga, Santana do Paraíso och Timóteo.